# سد معبر بزرگ دودی
سد معبر بزرگ دودی (به انگلیسی: The Great Smokey Roadblock) فیلمی محصول سال ۱۹۷۷ و به کارگردانی جان لئونه است. در این فیلم بازیگرانی همچون هنری فوندا، آیلین برنان، جان بینر، داب تیلور، دیانا هوس، آستین پندلتن، رابرت انگلوند، سوزان ساراندون، ملانی مایرون و میوز اسمال ایفای نقش کرده‌اند.